# Β-Apo-8′-karotenal
β-Apo-8′-karotenal, E160e – organiczny związek chemiczny z grupy apokarotenoidów (podgrupa karotenoidów). Naturalny lub syntetyczny, pomarańczowożółty barwnik spożywczy. Jak inne karotenoidy, jest źródłem witaminy A, choć w o połowę mniejszym stopniu, niż β-karoten. W przyrodzie występuje w wielu roślinach (głównie w szpinaku i cytrusach), a także w wątrobie. Do celów przemysłowych wykorzystuje się głównie odmianę syntetyczną.
Znajduje zastosowanie głównie w przemyśle spożywczym, do barwienia takich produktów jak: kremowe serki do smarowania pieczywa, sery w plastrach, sery topione czy sosy sałatkowe. Jego dopuszczalne dzienne spożycie wynosi 2,5 mg/kg ciała. Jest uznawany za nieszkodliwy w zastosowaniach spożywczych, jedynie wysokie stężenie tego związku w organizmie może powodować żółte przebarwienia skóry.